# Холоївка
Холо́ї́вка — річка в Україні, в межах Шептицького району Львівської області, права притока Західного Бугу (басейн Вісли). 
Витоки розташовані на околиці села Вузлового. Тече територією Надбужанської котловини (частина Малого Полісся) на захід, у середній течії повертає на північний захід. Впадає у Західний Буг між селами Тишицею і Стриганкою. 
Довжина Холоївки 18 км, площа басейну 48 км². Річкова долина розлога, річище слабо звивисте, місцями каналізовані і випрямлене. Заплава двостороння, подекуди заболочена. Притоками річки служать меліоративні канали. 